# Nagy-Piliske
A Nagy-Piliske (románul Pilisca Mare) egy andezitből álló vulkáni kúp maradványa Romániában, Erdélyben, a Hargita-hegységben, Kovászna megye és Hargita megye határán. Az egykori vulkáni kráter ma már felismerhetetlen.